# Babar (serial de animație)
Babar (UK /ˈbæbɑr/, US /bəˈbɑr/; language[babaʁ]) este un serial de animație de televiziune coprodus de studioul canadian Nelvana Limited și The Clifford Ross Company. A avut premiera în 1989 pe CBC în Canada și pe HBO în Statele Unite. Serialul este bazat pe cărțile originale de Jean de Brunhoff cu Babar, și a fost prima coproducție internațională a Nelvana. Serialul a fost dublat în peste 30 de limbi în peste 150 de țări.
Serialul a fost primul care a fost bazat pe cărțile Babar; anterior, două speciale Babar narate de Peter Ustinov au fost produse de Lee Mendelson și Bill Melendez pentru NBC: The Story of Babar, the Little Elephant pe 21 octombrie 1968, și Babar Comes to America pe 7 septembrie 1971.
În 2010, o continuare spin-off de animație pe computer a Babar intitulată Babar și aventurile lui Badou a avut premiera pe Disney Junior în Statele Unite. Acest serial ia loc la mai mulți ani după evenimentele originalului și se concentrează pe Badou, nepotul lui Babar și fiul lui Pom și, de asemenea, introduce personaje noi.
În România, serialul a fost difuzat pe TVR 2, Minimax și KidsCo.